# Квачні
Квачні (Nycticoracinae) — підродина пеліканоподібних птахів родини чаплевих (Ardeidae). Включає 12 видів у трьох родах, з них чотири види вимерли в історичний час.

## Роди
- Квак (Nycticorax) — 6 видів
- Nyctanassa — 2 види
- Короткодзьобий квак (Gorsachius) — 4 види
- †Zeltornis — викопний, відомий з міоцену